# Ламбро
Ламбро (итал. Lambro) — река на севере Италии, в Ломбардии. Левый приток реки По. Длина 130 км, площадь бассейна 1950 км².
Исток реки в горах Сан-Примо (San Primo) в провинции Комо, недалеко от озера Комо. Высота истока — 942 м над уровнем моря. После городка Магрельо течёт по долине Валлассина (Vallassina) и по территории коммун Ассо, Понте-Ламбро и Эрба, впадая в озеро Пузиано. На этом участке она называется Ламброне (Lambrone).
Далее протекает по области Брианца, достигает город Монца, разделяясь на два рукава и пересекая известный городской парк, в котором Гаэтано Бреши убил итальянского короля Умберто I. Затем оба рукава сливаются в единое русло, пролегающее в восточной части Милана. У города Меленьяно в Ламбро впадает канал Веттаббья, вдвое увеличивая расход воды. Ламбро впадает в реку По около коммуны Орио-Литта.
Расход воды в среднем течении реки относительно небольшой (5,8 м³/с в районе Милана), но временами может достигать 40 м³/с и более, что приводит к наводнениям в дождливые сезоны. Около устья реки средний расход воды 24 м³/с.
На участке после Милана воды Ламбро сильно загрязнены.
На реке Ламбро расположены два крупных города: Монца и Милан.

## Галерея

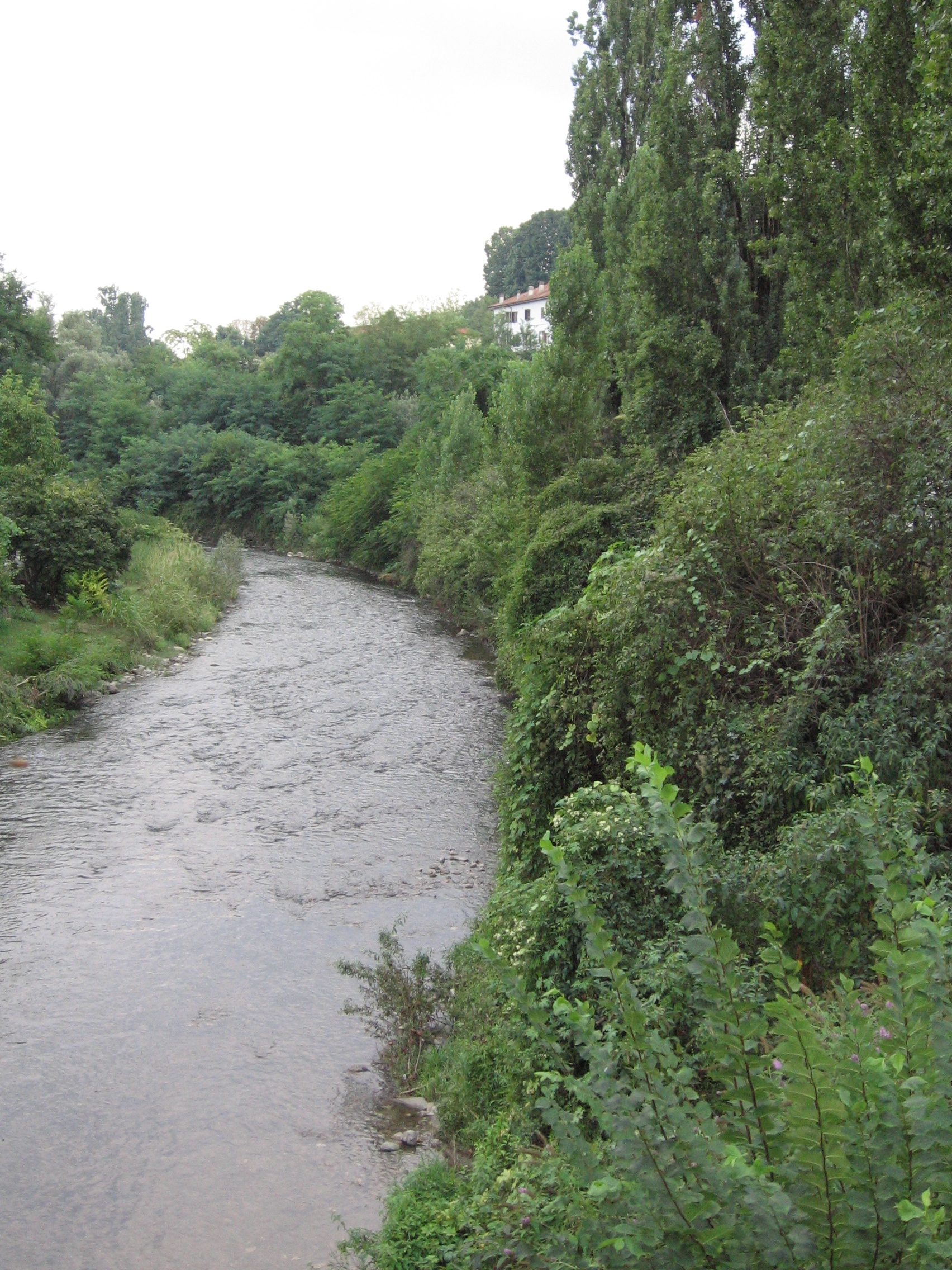
Ламбро в коммуне Триуджо
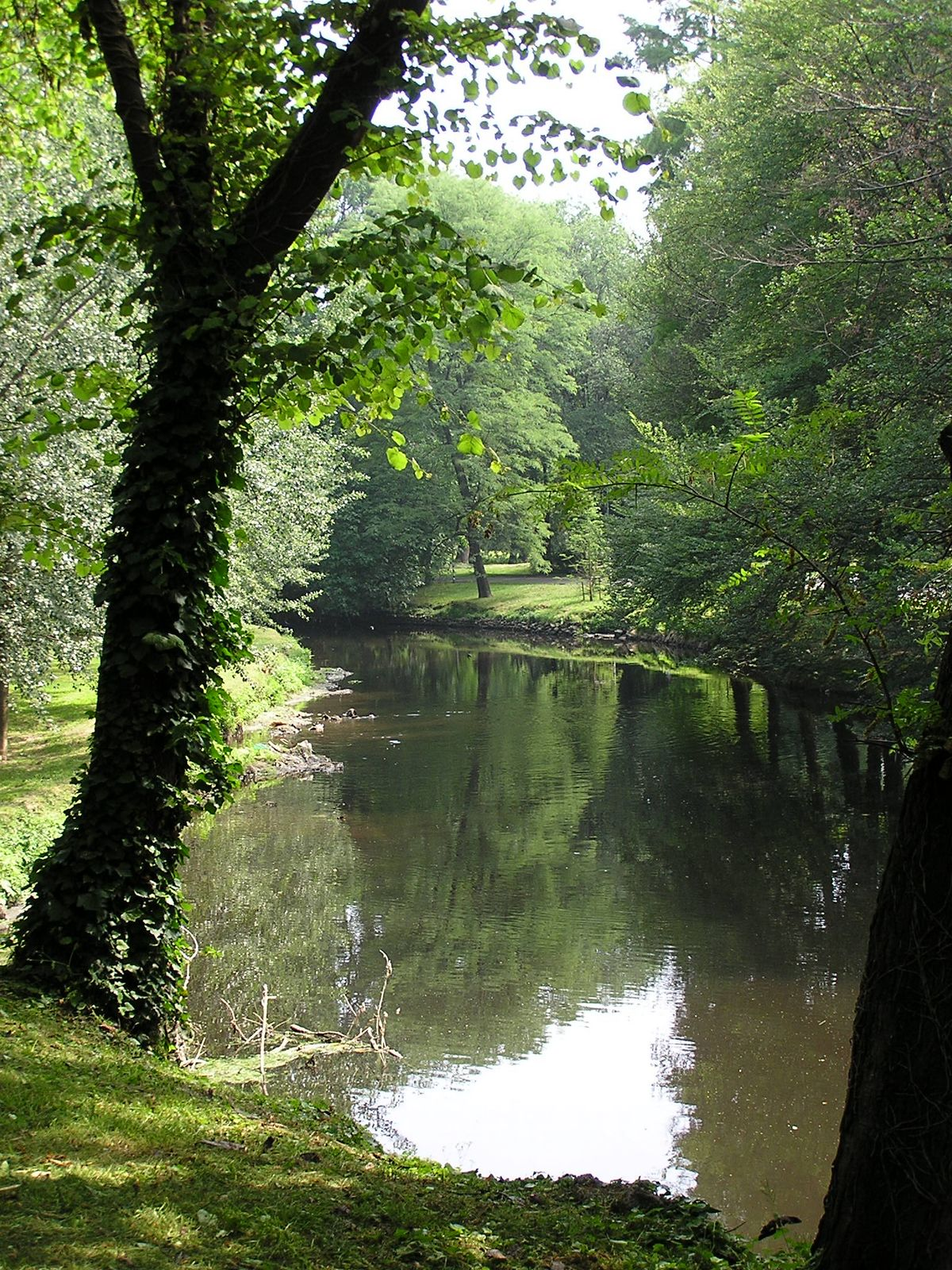
Ламбро в парке города Милана